# Túbulo renal
Un túbulo renal es la porción más extensa de una nefrona, la unidad funcional del riñón. Tiene la función de modificar la composición del ultrafiltrado producido por el glomérulo, por medio de procesos de reabsorción y secreción, con la finalidad de recuperar sustancias útiles y facilitar la eliminación de sustancias nocivas. Estos procesos conducen finalmente a la formación de la orina.

## Anatomía

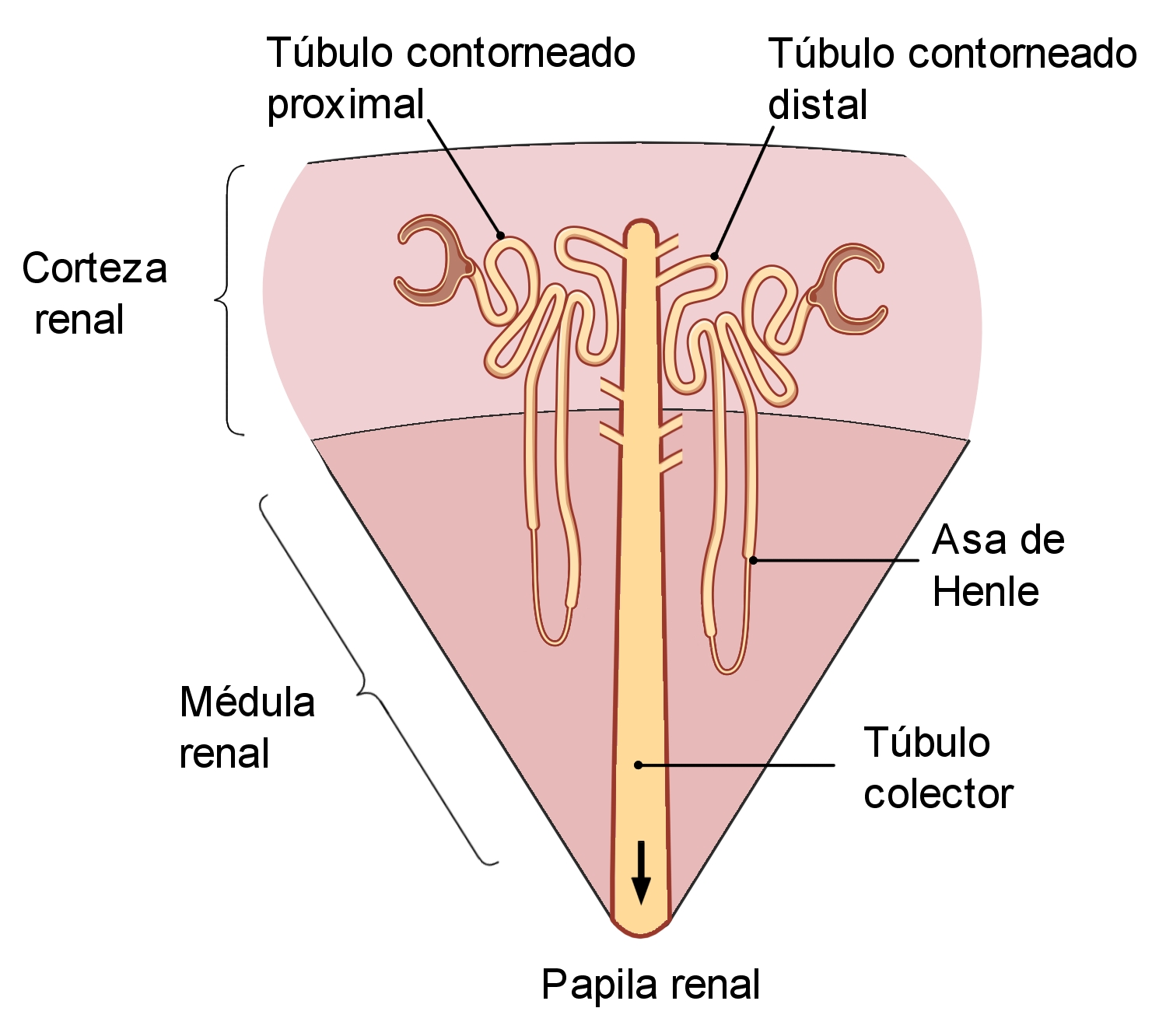
Los túbulos contoneados distales de cada nefrona desembocan en un túbulo colector.

El túbulo renal tiene una longitud total de entre 30 y 40 mm (siendo esta longitud mayor en las nefronas yuxtamedulares, y menor en las nefronas corticales). El extremo inicial del túbulo, sin salida, forma un cáliz de doble pared que rodea al glomérulo y se corresponde con la cápsula de Bowman. El túbulo verdadero se inicia a continuación el polo urinario del glomérulo; situado al lado opuesto del polo vascular; en este nivel, de hecho, la lámina parietal (exterior) de la cápsula se continúa con la pared del túbulo. De esta manera el ultrafiltrado vertido en el espacio capsular, pasa al túbulo renal.
El túbulo renal se puede dividir en tres porciones, diferentes en estructura y función:
- porción contorneada proximal.
- Asa de Henle, que presenta un segmento descendente (delgado) y ascendente (en parte delgado y en parte grueso).
- porción contorneada distal.

Luego de esto el túbulo renal se continúa en:
- Un túbulo colector, a su vez dividido en dos porciones cortical y medular.
- Un conducto colector que desemboca en la pelvis renal.

El túbulo proximal, con una longitud total de aproximadamente 14 mm, se inicia en un estrechamiento o collar del polo urinario de la cápsula de Bowman, seguido de una porción tortuosa que lleva el nombre de porción contorneada o convoluta; a continuación se desprende una parte recta, que se extiende en sentido radial hacia la médula del riñón y continúa directamente en el asa de Henle.
El asa de Henle tiene la forma de una U y se compone de un brazo descendente, una porción curva y un brazo ascendente. La longitud del asa es variable, siendo mucho mayor en las nefronas yuxtamedulares, que llegan al ápice de las pirámides, y menor en las nefronas corticales.
El túbulo distal, la última parte de la nefrona, tiene una longitud de aproximadamente 13-14 mm y comienza con un segmento de recta que representa la continuación de la extremidad del brazo ascendente del asa de Henle. El segmento rectilíneo pasa entre la arteriola aferente y las arteriolas eferentes del glomérulo; en el punto de cruce la estructura tubular se modifica para formar la mácula densa. El túbulo distal termina entonces con un segmento contorneado o convoluto, conectado por un pequeño tramo reuniente, con un conducto colector.

## Fisiología
El túbulo renal es el responsable de la reabsorción selectiva del filtrado glomerular y de las secreciones tubulares. Algunas sustancias, tales como la glucosa y los aminoácidos, que se filtran a nivel del glomérulo, son completamente reabsorbidas a nivel tubular; otras se reabsorben solo parcialmente y otras, como la creatinina; se reabsorben y se excretan en mínima cantidad.
El túbulo renal regula la excreción de cada soluto particular en forma casi independiente del resto; ya sea por medio de transporte pasivo (difusión) ya sea por medio del transporte activo (mediado por proteínas de membrana). Después de pasar a través de él, el filtrado glomerular se modifica transformándose en orina. En promedio un hombre forma entre 1 400 y 1 500 ml de orina por día. Cada día un túbulo renal reabsorbe de media unos 25 000 mEq de sodio y unos 179 litros de agua.
La reabsorción de cada sustancia incluye diversas etapas. Inicialmente, la sustancia tiene que pasar a través de la membrana y el citoplasma de las células epiteliales del túbulo renal (vía transcelular) o a través de los espacios intercelulares (vía paracelular) hasta alcanzar al líquido intersticial y después atravesar el endotelio en los capilares peritubulares por ultrafiltración generada por las fuerzas hidrostáticas y coloidoosmótica generadas entre el líquido intersticial y los capilares peritubulares.
La velocidad con la que se filtra cada sustancia se define como carga filtrada (FL, por filtered load en inglés) y se corresponde al producto de la velocidad de filtración glomerular (VFG) por la concentración plasmática (PC, plasma concentration) de la sustancia dada.

La reabsorción tubular permite la recuperación del 99% del agua filtrada en el glomérulo, y gran parte de los solutos. La velocidad de reabsorción media es de 124 ml/min, es decir tan sólo 1 ml/min más baja que la velocidad de filtración glomerular.
En general la reabsorción a través de los capilares peritubulares se define como el producto de la fuerza neta de reabsorción y del coeficiente de filtración del capilar. La fuerza neta de reabsorción es la suma de las fuerzas hidrostáticas y coloidoosmóticas entre el capilar peritubular y el intersticio renal. La presión hidrostática en el capilar peritubular es de 13 mmHg, la presión hidrostática opuesta del líquido intersticial es de 6 mmHg y la presión coloidoosomótica plasmática es de 32 mmHg; mientras que la del intersticio es de 15 mmHg. Por lo tanto existe una diferencia de 7 mmHg entre las fuerzas hidrostáticas y de 17 mmHg entre las fuerzas coloidoosmóticas, dando un total de 10 mmHg de fuerza neta de reabsorción directa desde el intersticio al interior del capilar peritubular, una fuerza igual, pero en dirección opuesta a la que existe a nivel del glomérulo renal.
El coeficiente de filtración del capilar peritubular (Kf) es de 12,4 ml/min/mmHg.

### Túbulo proximal
El túbulo proximal es una porción de alta capacidad de reabsorción del túbulo renal. Se encuentra formado por células ricas en mitocondrias, provistas de un extenso ribete en cepillo del lado apical de la membrana plasmática y de un espacio intercelular a nivel de la porción basolateral de la membrana, modificaciones que extienden la superficie disponible para el transporte de varias sustancias. 
Se origina en el polo urinífero del corpúsculo renal.
El túbulo proximal se encuentra revestido de un epitelio cúbico simple con un ribete en cepillo que aumenta la superficie de reabsorción.
La función de esta estructura es la reabsorción de agua, iones, y nutrientes orgánicos por medio de las células epiteliales. Cuando estos solutos son eliminados del lúmen tubular, la fuerza osmótica fuerza al agua a moverse a través de las paredes del TCP hacia el fluido intersticial, o fluido peritubular.
Las sustancias que normalmente son absorbidas a ese nivel son el sodio, calcio, magnesio, bicarbonato, fosfato y sulfato.
Sobre el ribete en cepillo hay presentes diversos cotransportadores, por ejemplo el cotransportador (simportador) Na+
/glucosa y el simportador Na+
/aminoácido, estas dos sustancias resultan casi completamente reabsorbidas a nivel de este estrato del túbulo renal, en particular en la primera porción del túbulo proximal y en menor medida en la segunda.
El sodio que no es reabsorbido por medio del cotransporte, resulta reabsorbido por el intercambiador (antiporte) Na+
/H+
 y por el simporte Na+
/HCO−
3 que permiten a las células del túbulo retener sodio y bicarbonato y secretar hacia el lumen iones hidrógeno. Una vez en el lumen el H+
 se combina con el bicarbonato HCO−
3, para formar ácido carbónico ((H
2CO
3), el cual a su vez se disocia en agua y anhídrido carbónico (H
2O, CO
2).
Pero lo que permite que el Na+
 sea reabsorbido en el túbulo proximal, es la acción de la Na+/K+ ATPasa presente a nivel de la membrana basolateral de las células del túbulo. Esta bomba de iones secreta iones Na+
 hacia el líquido intersticial y porta iones K+
 hacia el interior del citoplasma de las células tubulares, de esta forma la concentración de Na+
 permanece baja y el transporte de Na+
 desde el lumen tubular al citoplasma de la célula se encuentra favorecido por el gradiente de concentración. En la segunda parte del túbulo proximal el sodio difunde a través de las uniones estrechas entre las células tubulares siguiendo el gradiente del cloro, por el cual se encuentra atraído dado la carga opuesta; la concentración de cloro, de hecho, aumenta a lo largo del túbulo proximal y esto permite la difusión del líquido intersticial. Alternativamente el cloro también puede difundir por vía transcelular.
El agua difunde por ósmosis a través del túbulo proximal debido a su elevada permeabilidad. Esto explica el hecho de que a pesar de que una proporción significativa (aproximadamente el 65% de la carga filtrada) de Na+
 se reabsorbe en el túbulo proximal, su concentración se mantiene casi constante en toda su longitud. En esta sección también se absorben iones fosfato y lactato. La urea y creatinina no son reabsorbidas y su concentración aumenta. En general, la osmolalidad se mantiene prácticamente constante. Los capilares peritubulares secretan en el lumen del túbulo las sustancias de descarte y los residuos tóxicos; sustancias tales como sales biliares, catecolaminas, fármacos, toxinas y otros productos de metabolismo celular.

### Asa de Henle

Fisiología del asa de Henle

El asa de Henle está constituida por un segmento descendente delgado y un segmento ascendente grueso. El segmento delgado está constituido por células epiteliales planas, con escaso citoplasma, un ribete en cepillo poco desarrollado del lado luminal y escasas mitocondrias que denotan una actividad metabólica baja, a diferencia de las células del túbulo proximal. El segmento descendente delgado es muy permeable al agua (es donde se reabsorbe aproximadamente el 20% de la carga filtrada) pero no es muy permeable a todos los otros solutos que son absorbidos por difusión. El segmento grueso del asa de Henle se compone de células más grandes, en forma de cubo y con alta actividad metabólica casi impermeables al agua, y es donde se reabsorben cantidades discretas (25% de la carga filtrada) de sodio, cloro y potasio, pero también de calcio y magnesio que difunden por vía paracelular debido a la actividad del simportador Na+
 / 2Cl−
 / K+
 lo que provoca un ligero retorno de iones K+
 hacia el lumen de los túbulos, los suficientes para producir un exceso de cargas positivas que facilitan la salida de otros iones cargados positivamente. La porción ascendente delgada del asa de Henle es impermeable al agua y absorbe iones en cantidades mucho menores a las del segmento ascendente grueso. Aquí también la reabsorción de los iones depende de la presencia de la ATPasa de sodio-potasio en la membrana basolateral de las células; la actividad de la bomba de iones mantiene la concentración de sodio intracelular baja en la rama ascendente gruesa, permitiendo así la reabsorción del fluido tubular. La reabsorción de sodio en este punto se realiza por un mecanismo de simporte Na+
/2Cl−
/K+
 (NKCC) y por un antiportador Na+
/H+
, la fuerza impulsora se genera por el gradiente de sodio. Ya que toda la rama ascendente es impermeable al agua, en este tramo se reduce la osmolaridad del fluido tubular. Algunos diuréticos, tales como la furosemida, conocidos por esto mismo como diuréticos del asa, actúan sobre la porción ascendente gruesa inhibiendo el simporte sodio-cloro-potasio, y de esta forma limitando la reabsorción de cloruro de sodio; la consecuencia de esto es un aumento de la excreción urinaria de esta sal, así como también de potasio y calcio (ion positivo cuya resorción se encuentra asociada a la electropositividad del fluido tubular).

### Túbulo distal y túbulo colector cortical
La primera porción del túbulo distal tiene funciones similares a las del segmento ascendente gruso del asa de Henle. En esta porción se reabsorben iones (5% de la carga filtrada de cloruro de sodio, por medio del simporte Na+
 / Cl−
) pero es impermeable al agua y a la urea. En este nivel también actúa la Na+/K+ ATPasa, que absorbe potasio y transporta sodio hacia fuera de la célula, hacia el líquido intersticial a través de la membrana basolateral. El transporte de sodio y cloro puede ser bloqueado en este punto por los diuréticos tiazídicos.
La segunda porción del túbulo distal, contorneada, tiene características de absorción similares a las de la túbulo colector cortical y está constituida por dos tipos de células: las células principales y las células intercaladas. Las células principales reabsorben el agua y el sodio y secretan potasio. La reabsorción de sodio se produce por el gradiente de concentración favorable que es causado por la bomba Na+
 / K+
 ATPasa, como ya se ha explicado para las otras porciones del túbulo renal, mientras que la secreción de potasio depende de su absorción por esta misma bomba y después de su difusión hacia la luz tubular en favor de su gradiente de concentración. En las células principales es donde actúan los diuréticos ahorradores de potasio como la espironolactona, un antagonista de la aldosterona, o la amilorida, un bloqueador de los [[canal de sodio|canales de Na
+]]. La aldosterona actúa a nivel del túbulo distal aumentando la reabsorción de sodio y la secreción de iones potasio.
Las células intercaladas reabsorben potasio y secretan iones hidrógeno. La secreción de iones de hidrógeno, los cuales derivan de la acción de la anhidrasa carbónica, se produce por transporte activo a través de una H+
-ATPasa y es decisiva para la regulación del pH de la orina. Para cada ion hidrógeno secretado se reabsorbe un ion bicarbonato de la membrana basolateral de las células del túbulo.
El túbulo distal es sede de un proceso de reabsorción facultativo de agua mediado por la hormona antidiurética (ADH). En presencia de la hormona, que es producida por el hipotálamo, almacenada y liberada de la neurohipófisis, se estimula la producción de unas proteínas llamadas acuaporinas, las cuales fungen como canales proteicos transmembrana que hacen posible la reabsorción de agua, determinando, en conclusión, una reducción en la excreción de agua con la orina.
Junto con el túbulo colector cortical, el túbulo distal reabsorbe aproximadamente el 7% del sodio filtrado, junto con cantidades variables de agua, y secreta los iones potasio e hidrógeno.

### Túbulo colector medular
El túbulo colector medular está constituido por grandes células cúbicas carentes de ribete en cepillo y pobres en mitocondrias. Esta porción del túbulo colector reabsorbe 10% de la carga filtrada de sodio y agua, y vierte su filtrado, ahora definible como orina, en el conducto colector. En cuanto al túbulo colector cortical, la reabsorción de agua en este tramo es proporcional a los niveles de hormona antidiurética. Aquí se produce una secreción posterior de iones hidrógeno hacia el lumen del túbulo que contribuye a regular el pH de la orina. También es permeable a la urea, que se reabsorbe en parte. También hay una pequeña reabsorción de Na+
, Cl−
, y HCO3−
.

## Regulación de la reabsorción tubular
La reabsorción tubular se ajustará de acuerdo con la tasa de filtración glomerular a través de un proceso conocido como balance (o equilibrio) glomérulotubular. Su propósito es principalmente el de aumentar la velocidad de reabsorción al nivel necesario para compensar la tasa de filtración glomerular efectiva (VFG), evitando así un enorme aumento en la excreción renal. Los mecanismos responsables de este fenómeno son independientes del control hormonal y se deben a modificaciones de las fuerzas físicas que actúan entre el túbulo renal y el intersticio.
Este mecanismo funciona sin regulación excepto a nivel del túbulo colector que se encuentra regulada por la ADH secretada desde la neurohipofisis retroalimentación tubuloglomerular en respuesta a disminuciones en la VFG.

### El balance glomérulotubular
Las fuerzas generadas por las diferencias de presión en los capilares peritubulares juegan un importante papel en el mecanismo del balance glomérulotubular, que permite la homeostasis del volumen extracelular de agua y solutos. El balance glomerulotubular es capaz de atenuar las variaciones de la tasa de filtración glomerular y de la carga filtrada de solutos orgánicos y electrolitos, producidos por ejemplo por cambios de postura o modificaciones en las condiciones hemodinámicas locales del parénquima renal, lo que llevaría a cambios en la excreción renal.
De esta forma la cantidad de solutos y de agua reabsorbidos resultan directamente proporcionales a la carga filtrada, por lo que la fracción de reabsorción permanece constante, independientemente de la VFG.
La reabsorción tubular se basa esencialmente en los balances de presión hidrostática y presión coloidosmótica de los capilares peritubulares; en el mecanismo de equilibrio glomerulotubular también interviene la cantidad de carga filtrada de glucosa y de otros solutos.
- La presión hidrostática del capilar peritubular depende de la presión arterial en ellos existente y la resistencia arterial. Cuando aumenta la presión de la sangre arterial, aumenta la presión hidrostática glomerular y la cantidad producida de ultrafiltrado glomerular; este cambio, sin embargo, es amortiguado por los mecanismos de autorregulación del flujo sanguíneo renal (mecanismo miógeno y retroalimentación túbuloglomerular). Al mismo tiempo, al aumentar la ultrafiltración se produce una disminución de la presión hidrostática de los capilares peritubulares porque la ultrafiltración les priva de un mayor volumen de plasma; esto conduce a un aumento del volumen absorbido.

- La presión coloidosmótica de los capilares peritubulares depende de la presión coloidosmótica del plasma sistémico y de la fracción de filtración (la relación entre la tasa de filtración glomerular y el flujo plasmático renal). Cuando la presión coloidosmótica del plasma sistémico aumenta, también aumenta a nivel de los capilares peritubulares, y aumenta la reabsorción. Cuando la fracción de filtración aumenta, la tasa de reabsorción aumenta porque en los capilares peritubulares las proteínas se han vuelto más concentradas, y por lo tanto hay una mayor presión coloidosmótica.

- Los aminoácidos y la glucosa se reabsorben mediante un sistema de transporte activo en simporte con el sodio: al aumentar la carga filtrada de estas sustancias y su reabsorción, aumenta la reabsorción de sodio y como consecuencia también aumenta la reabsorción de agua.